# أنديرس كارلسن
أنديرس كارلسن (بالنرويجية البوكمول: Anders Karlsen)‏ (15 فبراير 1990 في النرويج - ) هو لاعب كرة قدم نرويجي في مركز الوسط. لعب مع نادي بودو/غليمت ونادي ميوندالن وStavanger IF Fotball ‏.

## وصلات خارجية
- أنديرس كارلسن على موقع قاعدة بيانات كرة القدم.إي يو (الإنجليزية)